# Gjurmët
Gjurmët – jugosłowiański zespół nowofalowy założony w Prisztinie w 1980. Był jednym z pierwszych jugosłowiańskich zespołów rockowych założonych przez Albańczyków z Kosowa i pierwszym zespołem nowofalowym z Socjalistycznej Prowincji Autonomicznej Kosowa. 
Nazwa zespołu w języku albańskim oznacza ślady. 

## Historia
Zespół został założony w 1980 przez Migjena Kelmendiego (wokal, gitara rytmiczna), zainspirowanego jugosłowiańską sceną nowofalową. W składzie znaleźli się także Armando Gjini (fortepian, syntezator), Tomor Kurshumliu (wokal, gitara basowa), Gazmend Hasbahta (gitara prowadząca), Petrit Riza (perkusja) i Bekim Dyla (gitara prowadząca). W tym samym roku zespół nagrał swój pierwszy utwór.
W 1982 grupa nagrała piosenkę „Karrigat” („Krzesło”), której Radio Telewizja Prisztiny odmówiła emisji ze względu na tekst o charakterze politycznym. Kolejnym utworem było „Mikrofoni” („Mikrofony”), który stanowił wyraz krytyki wobec systemu jugosłowiańskiego, zwłaszcza wobec nadzoru i ideologicznej kontroli Albańczyków po protestach w Kosowie w 1981. Pomimo tego piosenka została zaakceptowana przez Radio Telewizję Prisztiny. 
W 1984 do zespołu jako klawiszowiec dołączył Armando Gjini. W tym samym roku grupa nagrała materiał na debiutancką płytę, która ukazała się dopiero rok później. Powodem opóźnienia była kontrowersyjna okładka albumu, na której tancerze wykonywali tradycyjny albański „taniec orła”, przybierając swoją postawą kształt dwugłowego orła, narodowego symbolu Albanii. 
Ostatecznie album został wydany przez Radio Telewizja Prisztiny wyłącznie na kasecie kompaktowej, ze zdjęciem zespołu na okładce. Widoczny na nim Kelmendi patrzy na swój zegarek, co miało stanowić komentarz do opóźnienia premiery. Album zawierał połączenie nowej fali, post-punka, reggae rocka i muzyki folkowej. Zespół rozwiązał się w 1986.

## Dyskografia

### Albumy studyjne
- Gjurmët (1985)